# Cotalara
Cotalara (Catalara) ist eine osttimoresische Aldeia im Suco Loidahar (Verwaltungsamt Liquiçá, Gemeinde Liquiçá). 2015 lebten in der Aldeia 1053 Menschen.

## Geographie
Cotalara liegt im Nordosten des Sucos Loidahar. Westlich liegt die Aldeia Soatala und südwestlich die Aldeia Manucol-Hata. Im Norden und Westen grenzt Cotalara an den Suco Dato. Die Grenze zu Dato bildet nach Osten der Fluss Gularkoo, nach Süden sein Quellfluss der Gaulara.
In die nördliche Grenzregion reicht die Gemeindehauptstadt Vila de Liquiçá nach Cotalara hinein. Hier steht auch das Krankenhaus von Liquiçá. Die ansonsten dünne Besiedlung verteilt sich auf die Aldeia. Das Ortszentrum von Cotalara befindet sich im Südwesten, nahe der Grenze zu Manucol-Hata.

## Politik
2023 wurde Sergio Lopes zum Chefe de Aldeia gewählt.